# Pietro Spazzio
Pietro Spazzio (* in Lanzo d’Intelvi, Lombardei; † Oktober 1644 in Wien) war ein Architekt und Hofmaurer.

## Leben

### Familie
Pietros Vater Andrea Spazzo war ein in Böhmen tätiger italienischer Architekt. Spezza hatte mindestens zwei Söhne Antonio und Pietro, die ebenfalls Baumeister lernten, und unter seiner Leitung am Palais Waldstein, tätig waren. Der Vater starb 1628. Wallenstein würdigte die Leistung der Spazzis in einem besonderen Schreiben.
Der junge Maurer Peter Spaz, Sohn des Andre Spazzo, Maurer von Lanzio in Mailand, hatte am 23. Januar 1623 im Stephansdom Christina Koch, Tochter des Bürgers Jacob Koch geheiratet. Dort wurden einige ihrer Nachkommen getauft, am 22. Juli 1625 Jacobus, am 13. September 1634 Franciscus und am 5. Mai 1636 Magdalena.

### Werke

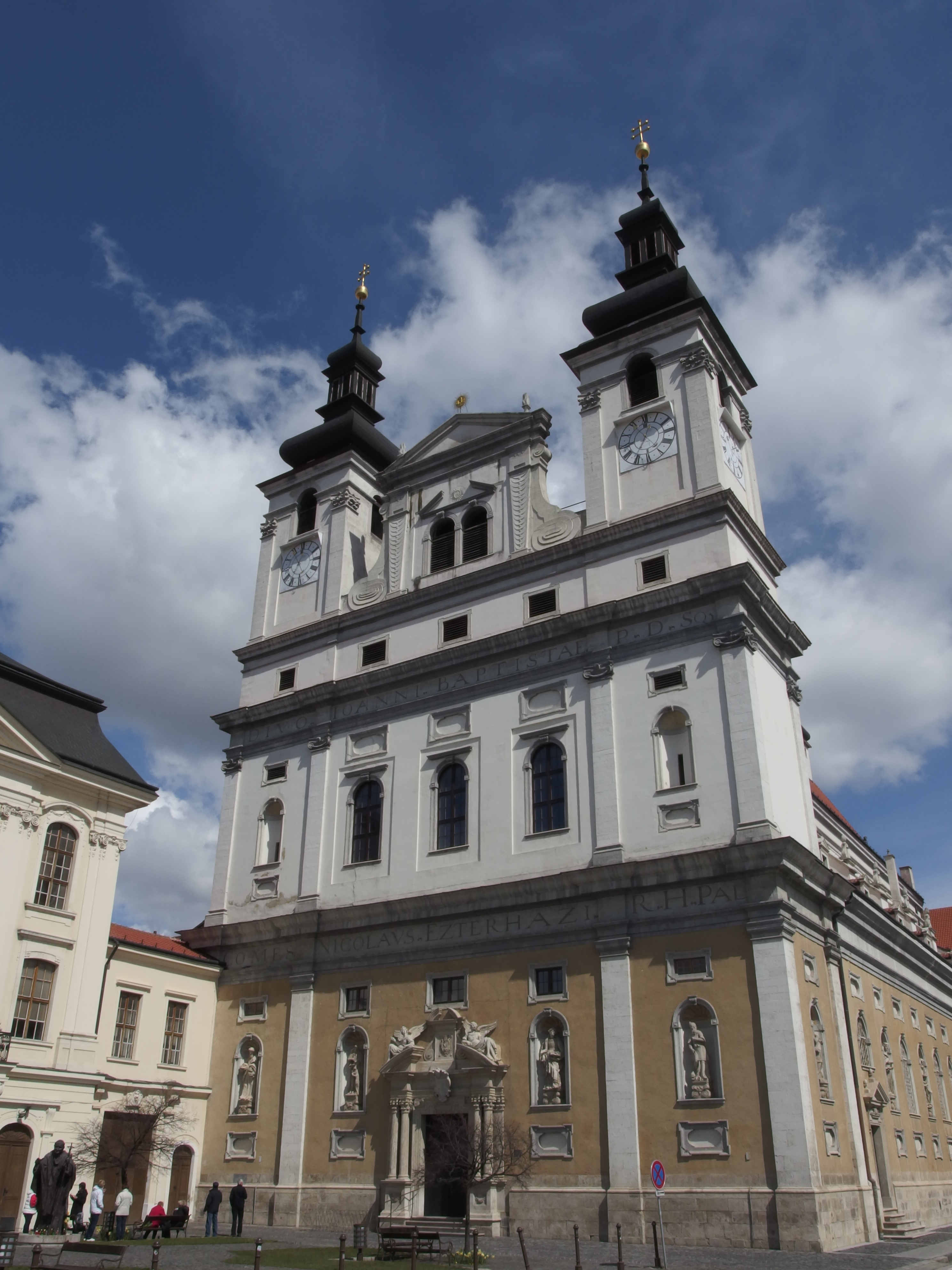
Kathedrale Tyrnau 1629–1637

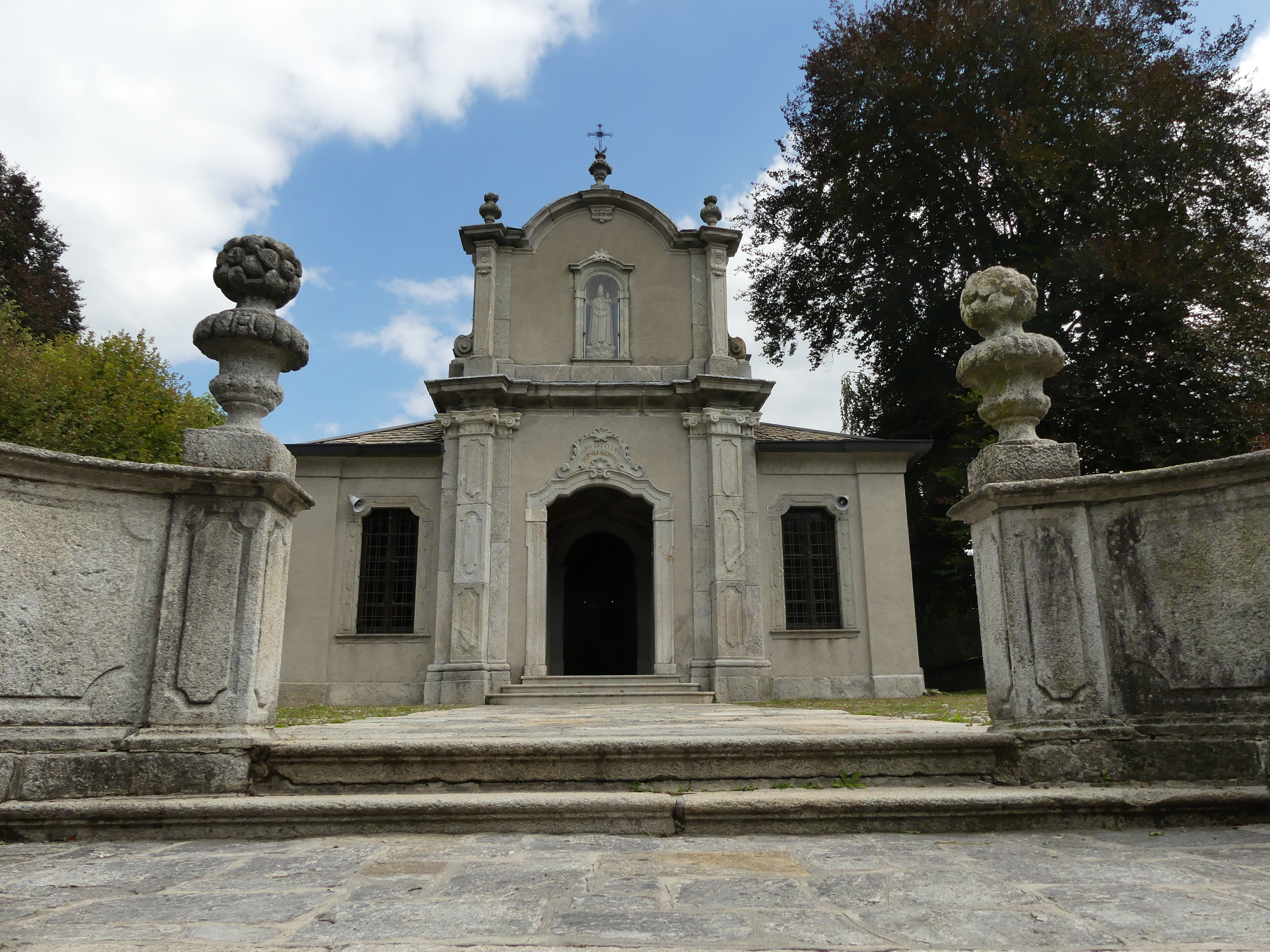
Loretokapelle in Lanzo

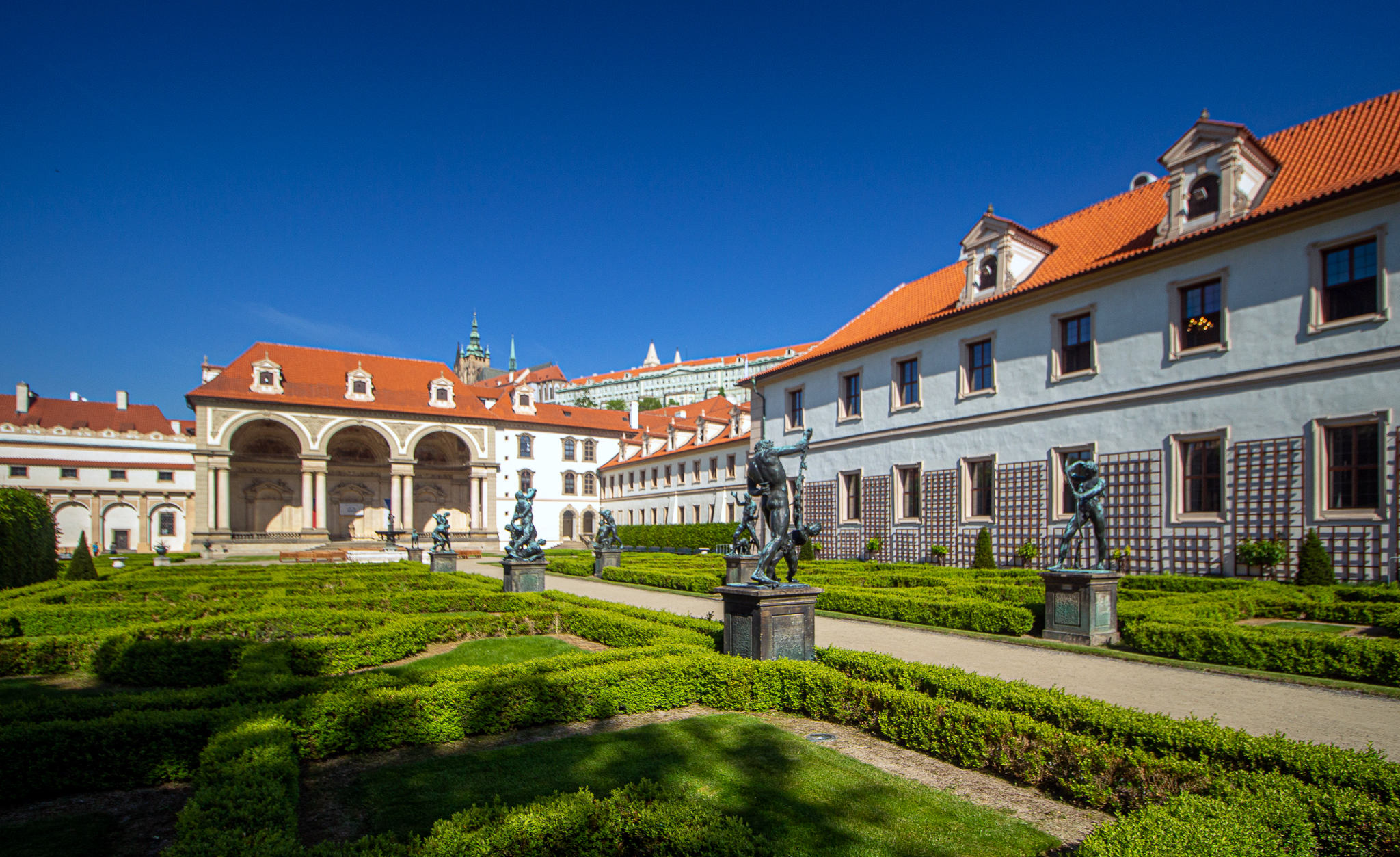
Waldstein-Palast in Prag ab 1623
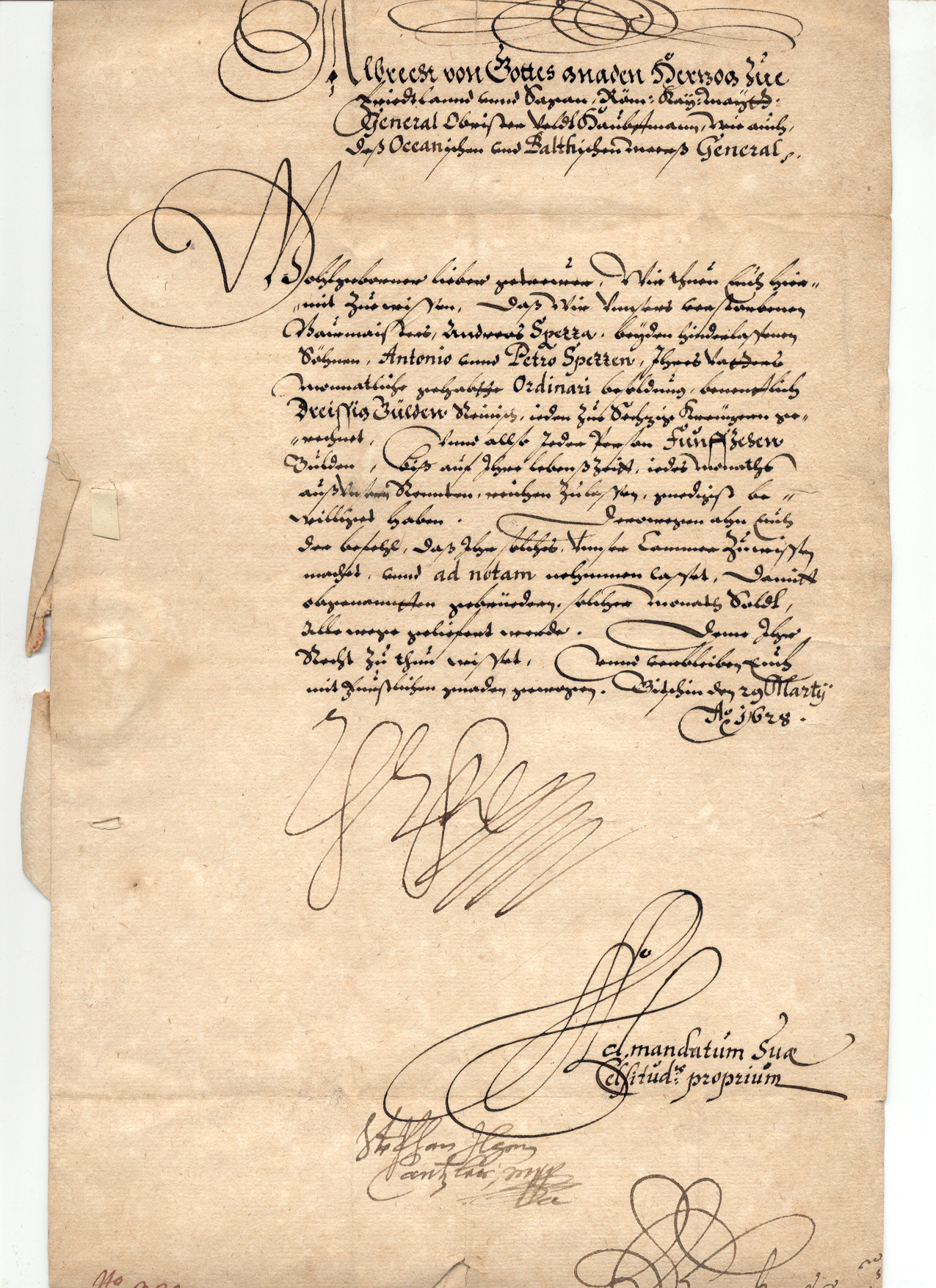
Brief Wallensteins

- Brief Wallensteins bezüglich der Fortzahlung der Bezüge seines gestorbenen Baumeisters Andrea Spezza an dessen Söhne aus dem Jahre 1628.[6]

#### Waldstein-Palais in Prag
Nach der Geburt des Sohnes Jacobus (1625) in Wien arbeitete Pietro Spazzo wieder in Prag beim Waldstein-Palais, nach des Vaters Tod hatte dort Giovanni Pieroni die Leitung übernommen.

#### Jesuitenkirche in Tyrnau, Slowakei
Der Jesuitenorden beauftragte 1629 den italienischen Architekten Pietro Spazzo mit dem Entwurf nach dem Wiener Muster zum Bau einer Kathedrale in Tyrnau, die der Palatin Nikolaus Esterházy finanzierte. 1637 erfolgte die Kirchweihe.
- Meister Pietro ließ 1637 ein Bildnis von sich – als Erbauer der Kirche – malen, das sich in der Sakristei befindet. Der Kunsthistoriker Voit meint dazu: Wenn dies nicht der Fall gewesen wäre, hätte der Orden sein Bildnis gewiss nicht so pietätvoll aufbewahrt.

#### Wiener Hofburg, Schatzkammer
Im Juli 1640 wurden schwerste Setzungserscheinungen festgestellt, die den Einsturz der Schatzkammer als durchaus real erscheinen ließen. Expertengutachten wurden verfasst, von den Baumeistern Giovanni Battista Carlone und Simone Retacco;, dem Hofmaurermeister Pietro Spazzio und Hofsteinmetz Simon Humpeller#Gebäudeschäden an der Schatzkammer. Die drei Geschosspläne von Spazio haben sich erhalten.

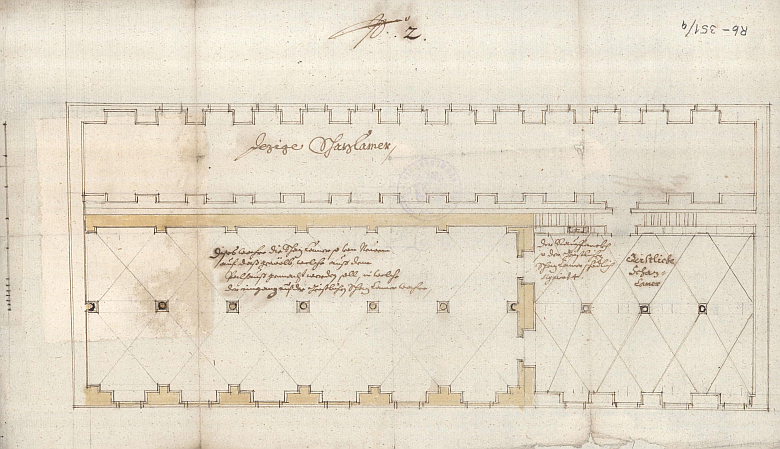
Wiener Schatzkammer-Plan von Pietro Spazio 1640
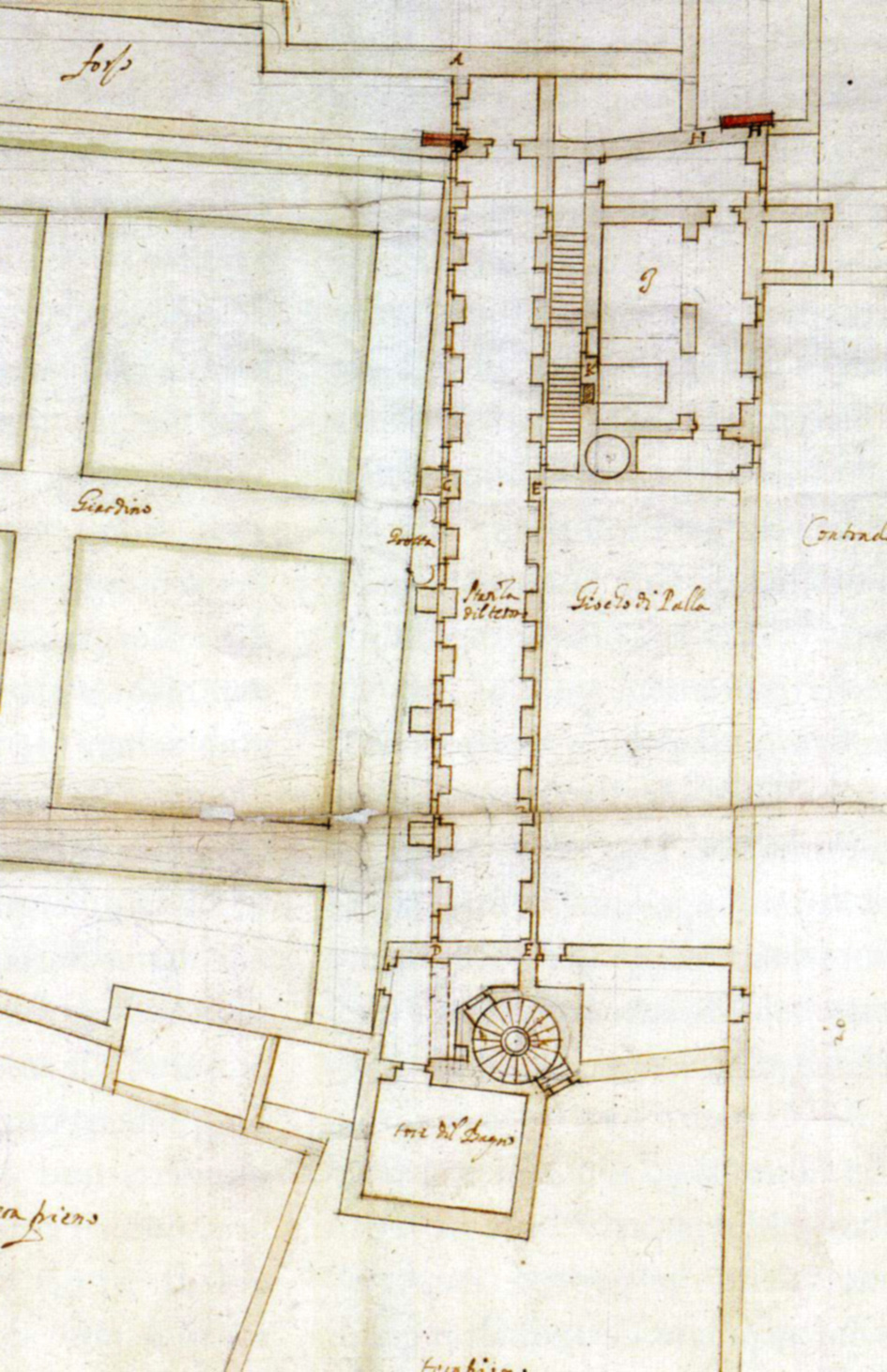
Neue Galerie Ballhausplatz

- Plan für eine neue Galerie am Ballhausplatz Peter Spaz 1640

## Tod
Christina Spätzin, Witwe nach dem Hof-Maurermeister Pietro Spazzio/Peter Spätz, heiratete im Stephansdom am 30. April 1651 den nobilitierten Richter des Kayserlichen Steinbruchs, Hofbildhauer, auch Witwer Pietro Maino Maderno. Trauzeugen waren Carlo Martino Carlone, Francesco Piazoll, Johann Jacob Pock.

### Stiftung einer Loreto-Kapelle in seinem Heimatort Lanzo
Im Testament hinterließ er Geld und einen Entwurf für den Bau einer Loreto-Kapelle daheim. Sie wurde 1673 von Giovanni Pietro Spazzo in Lanzo errichtet.

### Anmerkung
- Clara Garas, Barock in Ungarn. In: Baroque Nr. 8/1976.Barock in Ungarn

Die Künstlerfamilie der Spazzi, Spazzo, Spazzio ist weitverzweigt. Die Historikerin fragt, ob Pietro Spezza, Spatz, .. in Prag, Wien, Tyrnau, Klosterneuburg usw. dieselbe Person sind. Aus Quellen und der Literatur ergibt sich dieser Artikel.